# Montecrestese
Montecrestese (Muncresctes in dialetto ossolano) è un comune italiano sparso di 1 255 abitanti della provincia del Verbano-Cusio-Ossola in Piemonte.
Il comune è costituito da un complesso di numerose piccole frazioni dislocate su un territorio di 86 km² che comprende anche tutta la Valle Isorno; è posto alla sinistra dell'alto corso del fiume Toce.

## Storia

### Simboli
Lo stemma e il gonfalone sono stati concessi con decreto del presidente della Repubblica del 27 novembre 1992.
Il gonfalone è un drappo di azzurro alla fascia di bianco.

## Monumenti e luoghi d'interesse

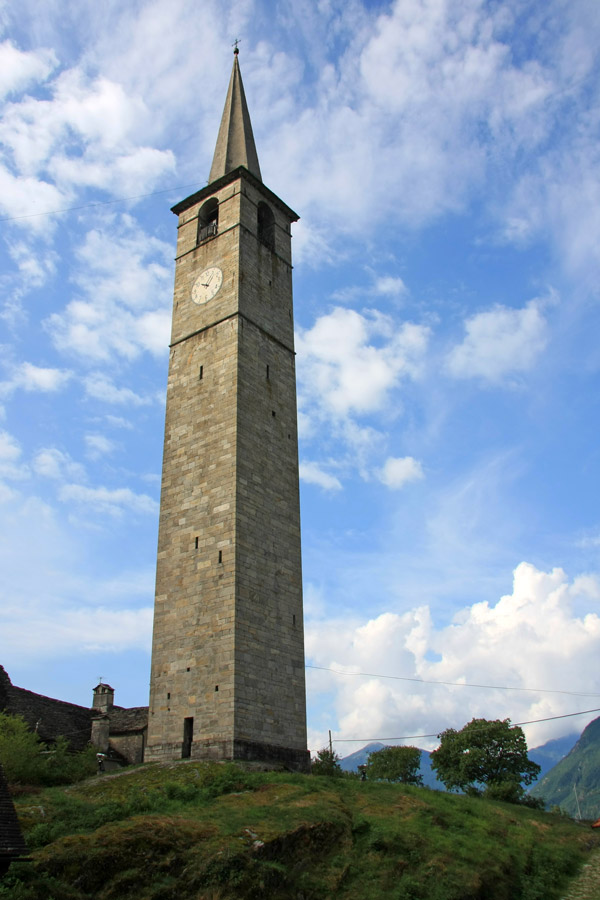
Il campanile

### Architetture religiose
La chiesa parrocchiale di Santa Maria Assunta, in frazione Chiesa, fu edificata tra il XVI ed il XVII secolo sul sito di una preesistente chiesa e conserva all'interno numerosi affreschi.
Poco distante dalla chiesa, sopra un rialzo di terreno, sorge la torre campanaria, simbolo di Montecrestese, che con i suoi 67,5 metri di altezza è il secondo campanile più alto dell'Ossola dopo quello di Calasca con i suoi 67,63 metri.

### Architetture civili
- Torre di Roldo: antica torre situata nella frazione di Roldo

## Società

### Evoluzione demografica
Abitanti censiti

## Cultura

### Cucina
Nel 2014 il comune di Montecrestese ha deciso di istituire il registro delle denominazioni comunali per valorizzare le eccellenze del territorio. Il primo prodotto ad essere inserito sono stati gli gnocchi di patate di Montecrestese (Gnocchi della sagra), protagonisti gastronomici della Sagra della patata, manifestazione organizzata dalla Pro loco e da tutte le associazioni del paese a fine agosto.

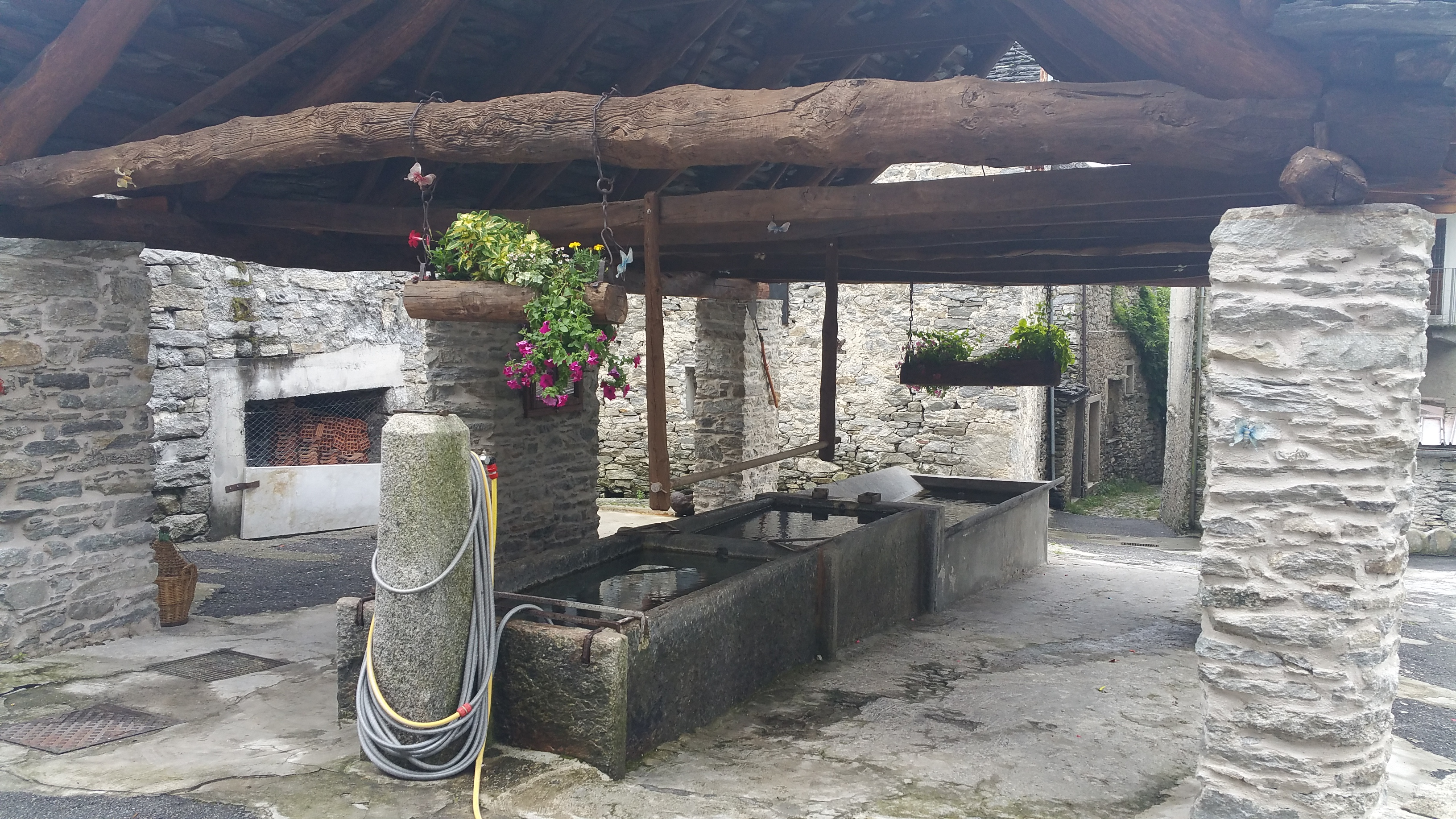
La frazione di Altoggio

## Geografia antropica
Le frazioni attualmente riconosciute ed abitate sono circa una ventina ma in passato erano molte di più: Pontetto, Groppo, Cadiano, Vigna, Roldo, Vignamaggiore, Portano, Cardone, Burella, Giosio, Oro, Prata, Naviledo, Altoggio, Nava, Chiesa, Lomese, Chezzo, Veglio, Croppomarcio, Roledo, Castelluccio, Alteno, Spesc, Croppola. La sede comunale si trova in frazione Chiesa.

## Amministrazione
Di seguito è presentata una tabella relativa alle amministrazioni che si sono succedute in questo comune.
| Periodo        | Periodo        | Primo cittadino  | Partito                         | Carica  | Note  |
| -------------- | -------------- | ---------------- | ------------------------------- | ------- | ----- |
| 24 aprile 1995 | 14 giugno 1999 | Renato Gioffi    | centro                          | Sindaco | [ 7 ] |
| 14 giugno 1999 | 14 giugno 2004 | Renato Gioffi    | lista civica                    | Sindaco | [ 7 ] |
| 14 giugno 2004 | 8 giugno 2009  | Angelo Tanferani | lista civica                    | Sindaco | [ 7 ] |
| 8 giugno 2009  | 26 maggio 2014 | Angelo Tanferani | lista civica                    | Sindaco | [ 7 ] |
| 26 maggio 2014 | in carica      | Silvia Miguidi   | lista civica ViviaMontecrestese | Sindaco | [ 7 ] |

Fa parte dell'unione montana di comuni Alta Ossola.